# Blues on the South Side
Blues on the South Side — дебютний студійний альбом американського блюзового музиканта Гоумсіка Джеймса, випущений у 1965 році лейблом Prestige.

## Опис
Blues on the South Side є, ймовірно, найкращим альбомом, який записав за свою кар'єру слайд-гітарист Гоумсік Джеймс (для лейблу Prestige у 1964 році). Стилістична схожість зі своїм кузеном Елмором Джеймсом тут очевидна, однак Гоумсік неодноразово відхиляється від форми. Використовуючи боттлнек [тобто слайд], він виконує, зокрема, такі пісні як «Goin' Down Swingin'», «Johnny Mae» і «Gotta Move», а йому акомпанують піаніст Лафаєтт Лік, гітарист Лі Джексон (на обкладинці Едді Тейлор вказаний помилково) і ударник Кліфтон Джеймс. Джеймс є автором усіх пісень, окрім народної «Stones in My Passway». Продюсером альбому виступив Семюел Чартерс, а текст написав Піт Велдінг. Пісня «The Woman I'm Lovin'» з інструментальною «Crawlin'» була випущена на дочірньому лейблі Bluesville на синглі (45-826).

## Список композицій
1. «The Woman I'm Lovin'» (Гоумсік Джеймс Вільямсон) — 2:03
2. «She May Be Your Woman» (Гоумсік Джеймс Вільямсон) — 2:39
3. «Goin' Down Swingin'» (Гоумсік Джеймс Вільямсон) — 3:44
4. «Homesick's Shuffle» (Гоумсік Джеймс Вільямсон) — 4:10
5. «Johnny Mae» (Гоумсік Джеймс Вільямсон) — 3:30
6. «Gott Move» (Гоумсік Джеймс Вільямсон) — 2:30
7. «Lonesome Road» (Гоумсік Джеймс Вільямсон) — 3:21
8. «Working with Homesick» (Гоумсік Джеймс Вільямсон) — 3:18
9. «The Cloud Is Crying» (Гоумсік Джеймс Вільямсон) — 3:25
10. «Homesick's Blues» (Гоумсік Джеймс Вільямсон) — 3:06
11. «Crawlin'» (Гоумсік Джеймс Вільямсон) — 2:03
12. «Stones in My Passway» (народна) — 3:18

## Учасники запису
- Гоумсік Джеймс Вільямсон — вокал, гітара
- Лафаєтт Лік — фортепіано
- Лі Джексон — бас-гітара
- Кліфтон Джеймс — ударні

Технічний персонал
- Семюел Чартерс — продюсер
- Піт Велдінг — текст (лютий 1965)
- Рей Флерлейдж — фотографія
- Дон Шліттен — дизайн